# DAF 66
DAF 66 – samochód osobowy produkowany przez holenderską firmę DAF w latach 1972-1975. Dostępny był jako 2-drzwiowy sedan, kombi oraz coupé. Do napędu używano silnika R4 o pojemności 1,1 l oraz 1,3 l, produkcji Renault. Moc przenoszona była na oś tylną. Auto posiadało bezstopniową skrzynię biegów „Variomatic”. Model produkowano w Eindhoven w Holandii.

## Dane techniczne (66 1,3 l)

### Silnik
- R4 1,3 l (1289 cm³), 2 zawory na cylinder, OHV
- Producent: Renault
- Średnica × skok tłoka: 73,00 mm × 77,00 mm
- Stopień sprężania: 10,00:1
- Moc maksymalna: 58 KM (42,5 kW) przy 5200 obr./min
- Maksymalny moment obrotowy: 99 N•m przy 3000 obr./min

### Osiągi
- Przyspieszenie 0-100 km/h: b.d.
- Prędkość maksymalna: 137 km/h

## Galeria

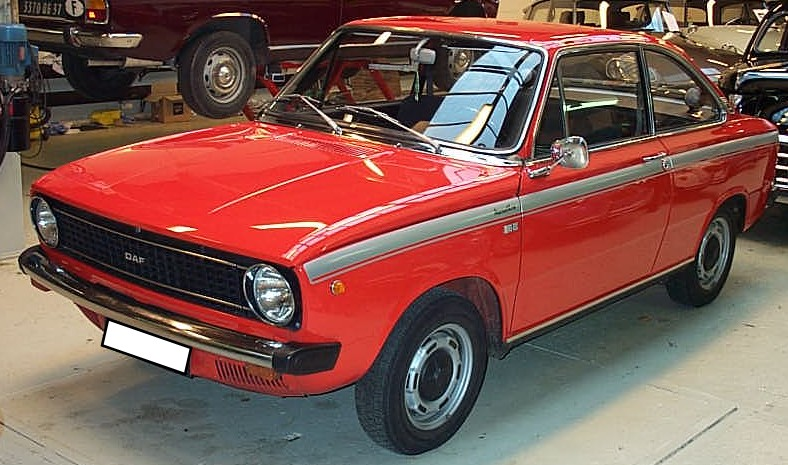
DAF 66 Marathon Coupé
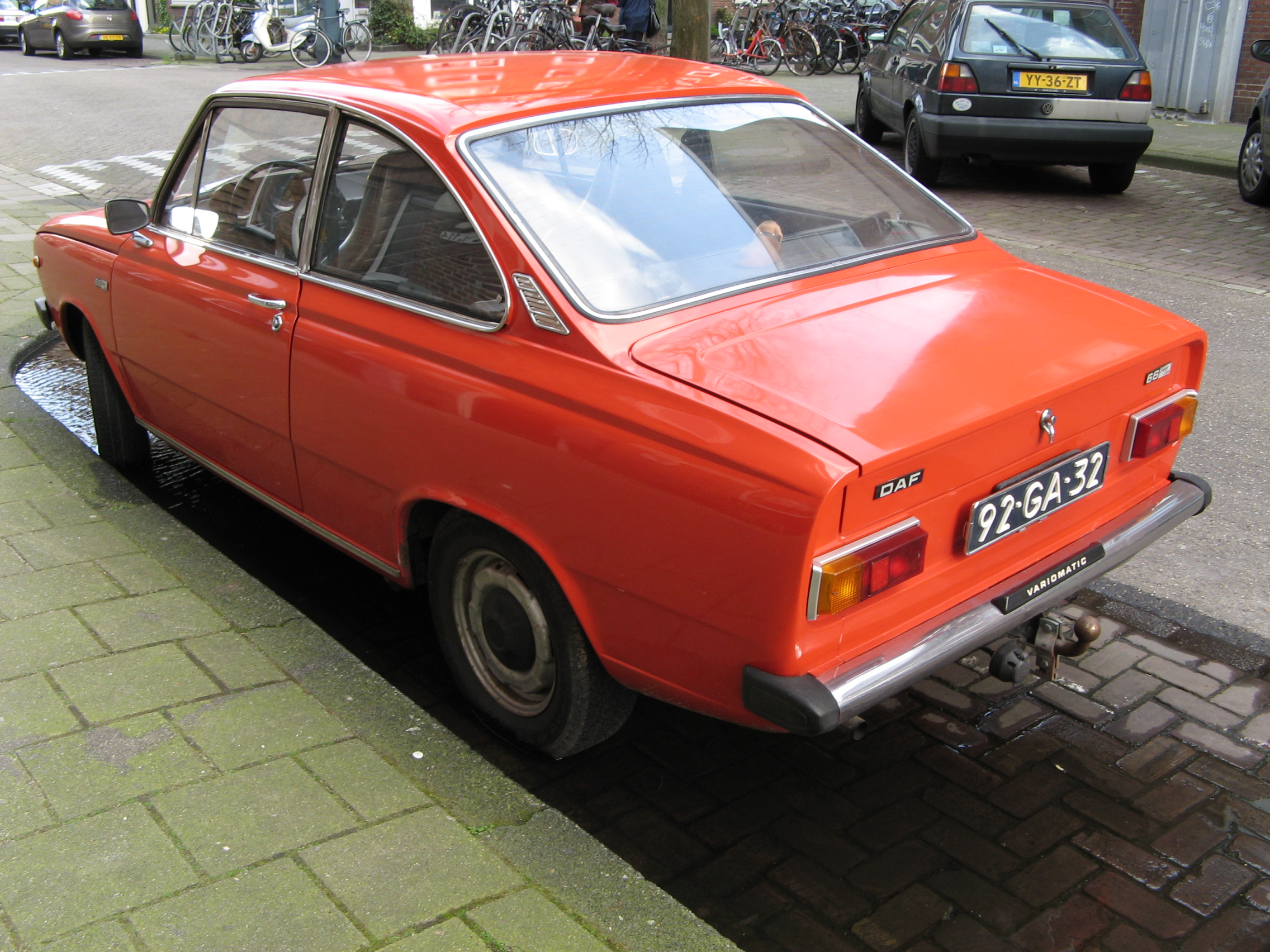
DAF 66 coupé – tył pojazdu
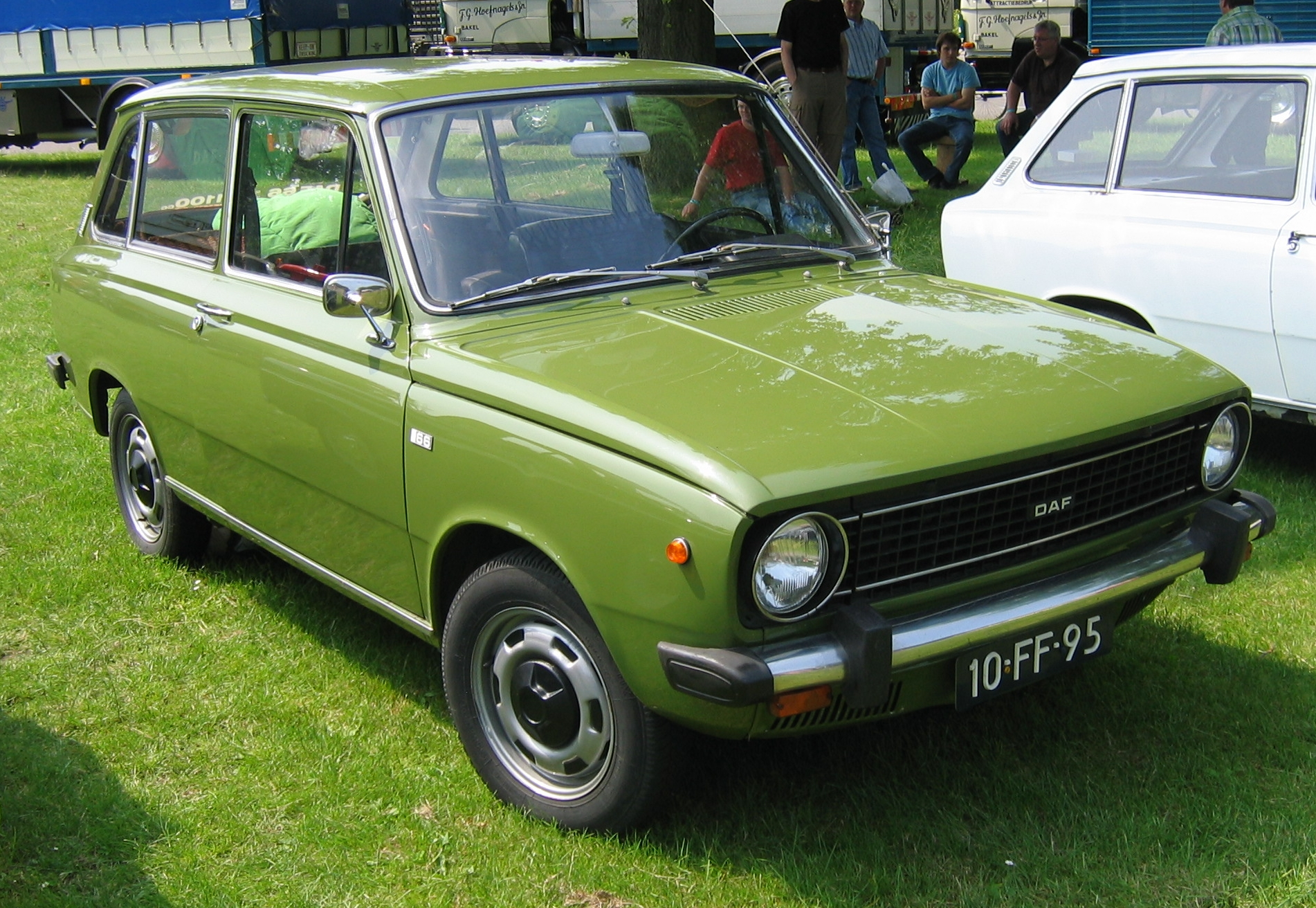
DAF 66 kombi
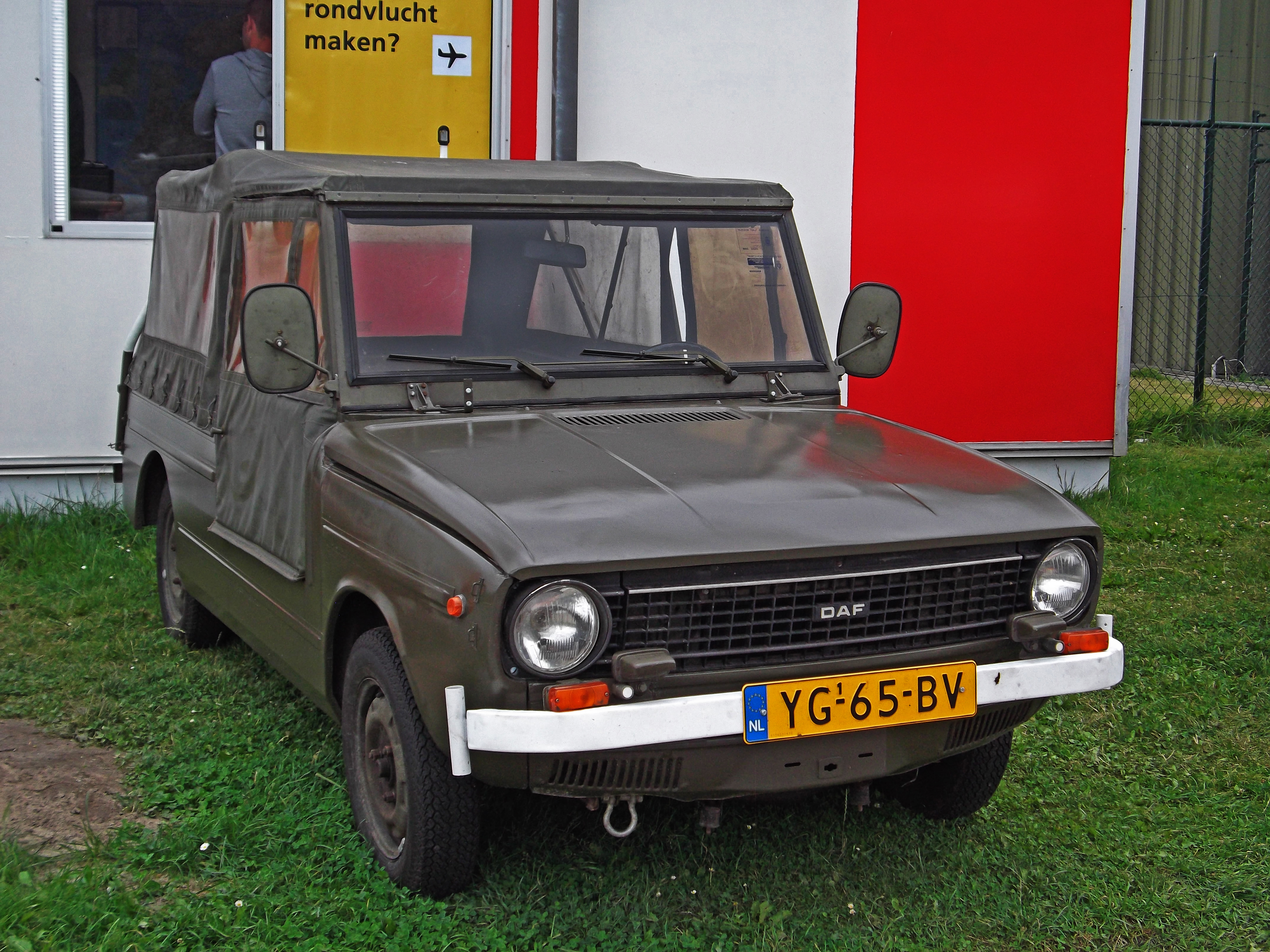
DAF 66 YA